# Wey (fiume)
Il fiume Wey (in inglese River Wey) è un affluente del fiume Tamigi lungo 140 chilometri che scorre attraverso l'Hampshire, il Surrey e il West Sussex. Il bacino idrografico di questo fiume copre un'area di 904 km² (350 miglia quadrate) e la sua portata media d'acqua raggiunge in 6,76 m³/s.
Si unisce al Tamigi nei pressi di Weybridge, una cittadina da cui prende il nome il fiume. Il fiume è navigabile per 32 chilometri, da Godalming alla confluenza col Tamigi.